# Bühler Food Equipment
Die Bühler Food Equipment GmbH, früher Haas Food Equipment GmbH, ist ein Maschinenhersteller für die Nahrungsmittelindustrie mit Sitz in Leobendorf, die Teil der Bühler-Gruppe ist.

## Unternehmen
Die vormalige Haas-Gruppe stellte Anlagen zur Keks-, Waffel-, Kuchenproduktion her. Das zum Zeitpunkt des Verkaufs 2017 in der vierten Familiengeneration geführte Unternehmen verfügte über Produktionsstandorte in Leobendorf (Niederösterreich), Skovlunde und Jutland (Dänemark), Almere (Holland), Curitiba (Brasilien) und Shanghai (China).

## Produkte
Produkte sind Maschinen und Anlagen zur Herstellung von Waffeln, Snacks, Keksen, Crackern, Kuchen, Eistüten, Weichwaffeln und Convenience-Food-Produkten sowie Misch- und Belüftungssysteme für Teige, Schokolade und Marshmallows. Das Angebot umfasst Teigmischer, industrielle Backöfen, Kühler, Gebäckformer, Schnittgebäckmaschinen und Verarbeitungsstationen bis zur Verpackungsvorstufe.

## Unternehmensstruktur

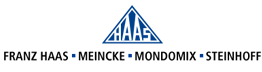
Logo der Haas vor der Übernahme 2017

Die Haas Food Equipment GmbH setzte sich aus mehreren Unternehmen zusammen, wobei die Integration in die Bühler-Gruppe noch ausstehend ist:
- FHW Franz Haas Waffelmaschinen GmbH (aktuell Bühler Wafer Solutions GmbH) (Österreich)
- CFT Haas Convenience Food Equipment GmbH (wurde in FHW integriert) (Österreich)
- Haas-Meincke Austria GmbH (wurde in FHW integriert) (Österreich)
- Haas-Meincke A/S (Dänemark)
- Haas-Meincke Holland B.V.
- Haas-Mondomix B.V. (Holland)
- Haas do Brasil Industria de Maquinas ltda.
- Franz Haas Machinery of America Inc.
- Haas Food Machinery (Shanghai) Co. Ltd.

Verkaufs- und Servicebüros sind:
- Franz Haas Asia Pacific Pte. Ltd. (Singapur)
- Haas Colombia S.A.S.
- Haas Food Equipment India Private Ltd
- OOO Haas (Russland)
- Franz Haas Gıda Üretim Makina Sanayi ve Ticaret Ltd. Şti (Türkei)

## Geschichte
Kurz nach der Jahrhundertwende gründete Josef Haas eine Bau- und Maschinenschlosserei in Wien. Seine drei Söhne Franz, Josef und Karl übernahmen 1933 den Betrieb. Während des Zweiten Weltkrieges wurden Teile der Produktion nach Kaplice ins besetzte Tschechien verlagert, wo Franz Haas durch die Reparatur eines Waffeleisens seine Liebe zur Materie entdeckte. 1948 kehrte er nach Wien zurück und stellte auf der Wiener Messe 1949 seine erste eigens produzierte Waffelmaschine – die HV6 – vor.
Bestärkt durch den Erfolg seiner ersten Maschine gründete er 1966 mit seiner Frau die Firma Franz Haas Waffelmaschinen. In dieser Zeit begannen auch die vier Kinder Josef, Franz, Margarete und Johann im Unternehmen mitzuarbeiten, welche 1974 die Firma übernahmen. Ein Jahr später wurde die komplette Produktion von Wien in ein größeres Werk in Leobendorf, Niederösterreich, verlegt. Im Jahr 1979 erhielt das Unternehmen die staatliche Auszeichnung und somit das Recht, das Bundeswappen im Geschäftsverkehr zu führen.
Es folgten Niederlassungen in Curitiba (Brasilien) und Richmond, Virginia (USA). 1983 übernahm Haas den Waffelteig-Mischspezialisten Danger sowie 1986 den deutschen Keksmaschinenhersteller Hecrona, wodurch die Kompetenz im Keksmaschinenbereich aufgebaut werden konnte.
Mit der Integration des holländischen Mischer- und Belüfterspezialisten Mondomix im Jahr 2002 und des deutschen Herstellers von Waffeltüten-Backanlagen GAM Steinhoff im Jahr 2003 entwickelte sich das Unternehmen hin zu einer international tätigen Firmengruppe.
2005 übernahm die vierte Generation – Josef Haas, Johannes Haas und Stefan Jiraschek – die Firmenführung. Ein Jahr später eröffnete Haas in Shanghai (China) einen Verkaufs- und Produktionsstandort. 2009 wurden 85 % der dänischen DFE Meincke Holding übernommen, welche die Vorreiterrolle im Keksmaschinenbereich innerhalb der Haas Gruppe übernahm.
Im Zuge der Weiterentwicklung der Haas Gruppe wurde im Frühjahr 2012 die Franz Haas Waffel- und Keksmaschinen-Industrie GmbH in drei eigenständige Unternehmen mit Produktionsstandort Leobendorf aufgegliedert:
- FHW Franz Haas Waffelmaschinen GmbH
- Haas-Meincke Austria GmbH (Unterstützung für die dänische Haas-Meincke A/S)
- CFT Haas Convenience Food Equipment GmbH.

Gemeinsam mit der Haas-Mondomix B.V. in Holland und der Haas-Meincke A/S in Dänemark sind diese Unternehmen die Entwicklungsstandorte des Maschinenportfolios.
Das Vertriebs- und Servicenetzwerk wurde kontinuierlich ausgebaut. Haas gründete Verkaufs- und Servicebüros in Singapur (2001), Kolumbien (2011) und Indien (2013), sowie Servicestandorte in Russland (2013) und der Türkei (2015).
Die Haas Gruppe ist regelmäßiger Aussteller auf internationalen Zulieferermessen für die Süßwarenwirtschaft wie der ProSweets Cologne, der IBA, Weltmesse für Bäckerei, Konditorei und Snacks und der interpack in Deutschland, auf der Bakery China, der Fispal in Brasilien oder der IBIE in den USA.
Im September 2017 wurde der Verkauf der Haas Gruppe an den Schweizer Technologiekonzern Bühler AG bekanntgegeben, das Produktportfolio des Geschäftsbereichs Consumer Foods der Bühler AG soll dadurch komplettiert werden. Per Jänner 2018 wurde die Übernahme vollzogen.